# Sylvia (Kansas)
Sylvia es una ciudad ubicada en el condado de Reno en el estado estadounidense de Kansas. En el año 2010 tenía una población de 218 habitantes y una densidad poblacional de 311,43 personas por km².

## Geografía
Sylvia se encuentra ubicada en las coordenadas 37°57′28″N 98°24′32″O / 37.95778, -98.40889 (37.957673, -98.408878).

## Demografía
Según la Oficina del Censo en 2000 los ingresos medios por hogar en la localidad eran de $29,167 y los ingresos medios por familia eran $38,125. Los hombres tenían unos ingresos medios de $38,958 frente a los $17,813 para las mujeres. La renta per cápita para la localidad era de $17,322. Alrededor del 4.4% de la población estaban por debajo del umbral de pobreza.